# 세미소닉
세미소닉(영어: Semisonic)은 1995년 미네소타주 미니애폴리스에서 결성한 미국의 얼터너티브 록 밴드이다. 리드보컬, 기타, 키보드를 연주하는 댄 윌슨과, 베이스 기타, 키보드, 백 보컬과 기타를 맡고 있는 존 먼슨, 그리고 드럼과 타악기, 키보드, 백 보컬을 맡고 있는 제이콥 슬리처로 이루어져 있다. 미국에서는 1998년에 발표한 싱글 〈Closing Time〉으로 유명하다.

## 역사

### 결성과 데뷔 음반
트립 셰익스피어가 해체한 이후, 댄 윌슨과 존 먼슨은 1995년 드러머 제이콥 슬리처와 손을 잡고 세미소닉을 결성하였다. 그 해 보스턴 인디 레이블이었던 체리디스크에서는 익스텐디드 플레이 《Pleasure》를, MCA 레코드에서는 1996년 첫 정규 음반 《Great Divide》를 발매하였다.

### 성공
세미소닉의 성공은 2년 뒤인 1998년 정규 2집 《Feeling Strangely Fine》이 당시 미국에서 가장 큰 히트곡 중 하나가 된 싱글 〈Closing Time〉의 수록으로 상위 50위 차트에 진입하면서부터 이루어졌다. 2008년 하버드 샌더스 극장에서 열린 공연에서 윌슨은 원래 이 작품의 주제가 첫 아이의 탄생에 관한 것이었다고 언급하였다.
또한 세미소닉은 다른 국가인 영국에서도 같은 음반의 수록된 1999년 노래 〈Secret Smile〉이 라디오에서 인기곡으로 급부상을 하며 결국 영국 싱글 차트 13위 달성이라는 꽃을 피웠다.

### 세 번째 음반과 활동 중단
2001년 초, 세미소닉은 세 번째 음반인 《All About Chemistry》를 발매하였는데, 싱글 〈Chemistry〉는 해외에서 그나마 인기를 끌었으나, 음반 자체는 미국에서 많이 팔리지 않았다. 하지만 음반의 수록곡인 〈Over My Head〉는 2001년 10대 영화 썸머 캐치에 사용되었고, 세미소닉은 영국 전역을 돌며 다양한 투어를 하였다.
윌슨은 앞으로 더 많은 세미소닉의 음악을 할 것이라고 말했지만 바쁜 하루하루가 이를 미래로 계속 지연시키고 있다고 말했다. 《All About Chemistry》는 2020년 발매한 익스텐디도 플레이 《You're Not Alone》을 통해 재결합까지 발매한 마지막 음반이 되었다.

### 2017년 ~ 2019년
1집 음반 《Great Division》의 발매 20주년을 기념하기 위해 세미소닉은 2017년 6월 14일에 세인트폴에서, 그리고 6월 16일과 17일에 미니애폴리스의 퍼스트 애비뉴에서 공연을 하려 재회하였다. 당시 세미소닉은 음반의 전곡을 연주하였다.
2017년 12월 세미소닉은 2집의 발매 20주년을 기념하여 두 도시에서 3번의 공연을 더 진행하였고, 마찬가지로 음반에 수록된 전곡을 공연했다. 2018년 《Feeling Strangely Fine》은 20주년 기념으로 재발매되었다. 이 기념판에는 원 음반에는 수록되지 않은 곡 〈Long Way from Home〉, 〈I'm a Liar〉, 〈Beautiful Regret〉, 〈Makin' a Plan〉이 수록되었다.
2019년 7월, 세미소닉은 밀워키의 서머페스트와 미니애폴리스의 바실리카 블록 파티에서 공연을 하였다. 2017년에서 2019년까지 공연을 하는 동안 세미소닉은 〈Basement Tapes〉, 〈All It Would Take〉, 〈You're Not Alone〉을 포함해 이전에 발표하지 않았던 새로운 노래들을 선보였다. 2020년 7월 플레저소닉 레코드에서 〈You're Not Alone〉을 다가오는 익스텐디드 플레이의 첫 싱글이자 타이틀 곡으로 발매하였다.

### 퍼스트 애비뉴

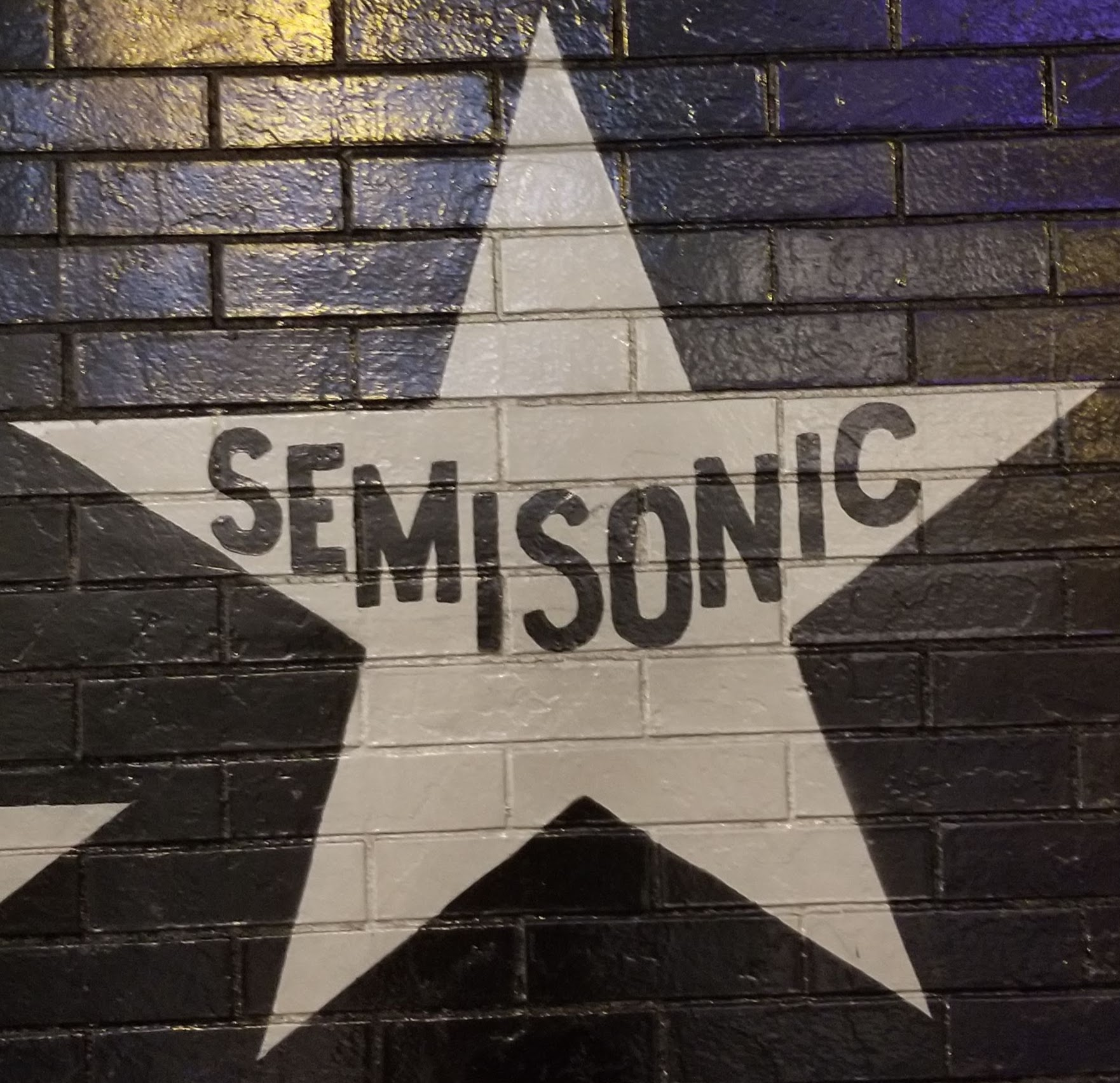
나이트클럽 퍼스트 에비뉴에 그려진 세미소닉의 별

세미소닉은 미니애폴리스의 나이트클럽인 퍼스트 애비뉴의 벽화에 그려진 밴드라는 영예를 안았다. 이 벽화는 퍼스트 애비뉴에서 매진을 시키거나 문화에 큰 공헌을 한 가수들의 이름을 새겨왔다. 언론인인 스티브 마쉬에 따르면 이 별 모양 그림을 받는 것은 미니애폴리스에서 예술가가 받을 수 있는 가장 권위 있는 명예라고 표현하였다. 윌슨과 먼슨이 이전에 몸을 담았던 트립 셰익스피어 또한 별로 새겨져 있어 두 개 이상의 별을 받은 몇 안 되는 음악가가 되었다.

### 유니버설 화재
2019년 6월 25일, 뉴욕 타임스 매거진은 2008년 유니버설 화재 당시 자료가 소실된 것으로 알려진 수백 명의 아티스트들 중에 세미소닉도 이에 포함되어 있다고 게재하였다. 슬리처는 밴드가 음반의 리마스터판을 작업하는 동안 유니버설에 《Feeling Strangely Fine》의 마스터 테이프를 요청하였으나 테이프를 찾을 수 없다는 말을 들었다고 언급했다.

### 재결성

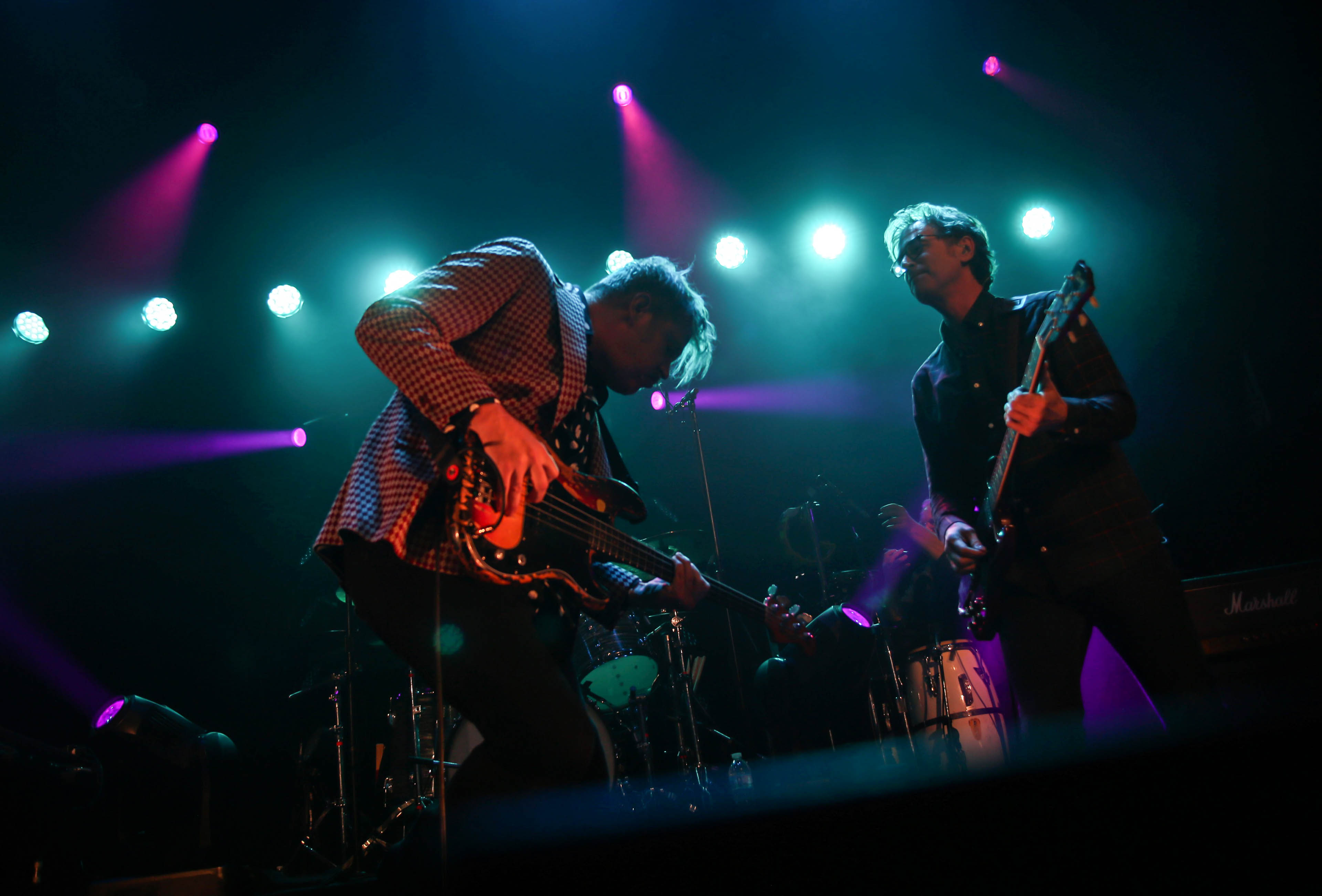
먼슨과 윌슨이 2017년 공연하는 장면

세미소닉은 2017년 6월 14일 세인트폴에서, 그리고 2017년 6월 16일 미니애폴리스에서 약 5년 만에 두 차례 공연을 위하여 재회하였다. 더 작은 장소에서 열린 세인트폴에서의 공연은 유명한 미니애폴리스 클럽인 퍼스트 애비뉴에서 열린 미니애폴리스 쇼의 라이브 리허설 역할을 했다. 여기서 세미소닉은 윌슨이 만든 〈Basement Tapes〉의 첫 라이브와 함께 몇 곡의 추가 곡으로 음반 《Great Divide》의 전곡을 연주하였다. 세미소닉은 2017년 12월 세인트폴과 미니애폴리스 쇼와 비슷했던 조합으로 다시 한 번 호흡을 맞췄고, 퍼스트 애비뉴에서의 공연을 추가하였다. 당시 세트리스트는 《Feeling Strangely Fine》의 전곡과 함께 몇 곡의 첫 라이브 곡들이었다.
2018년 《Feeling Strangely Fine》이 음반 발매 20주년 기념으로 재발매되었다.
2020년 6월 26일, 세미소닉이 19년만의 새 작업물 〈You're Not Alone〉을 발매하고, 2020년 9월 18일 동명의 익스텐디드 플레이인 《You're Not Alone》을 발매하였다.

## 디스코그래피

### 정규 음반
- 《Great Divide》 (1996)
- 《Feeling Strangely Fine》 (1998)
- 《All About Chemistry》 (2001)

### EP
- 《Pleasure (demo)》 (1993)
- 《Pleasure》 (1995)
- 《You're Not Alone》

### 라이브 음반
- 《One Night at First Avenue》 (2003)

### 싱글
| 제목                                                                             | 연도 | 차트 최고 순위 | 차트 최고 순위 | 차트 최고 순위 | 차트 최고 순위 | 차트 최고 순위 | 차트 최고 순위 | 차트 최고 순위 | 차트 최고 순위 | 인증        | 음반                   |
| 제목                                                                             | 연도 | USAlt          | USMain         | US AAA         | CAN            | CANAlt         | IRL            | NZL            | UK             | 인증        | 음반                   |
| -------------------------------------------------------------------------------- | ---- | -------------- | -------------- | -------------- | -------------- | -------------- | -------------- | -------------- | -------------- | ----------- | ---------------------- |
| "Down in Flames"                                                                 | 1996 | —              | —              | —              | —              | —              | —              | —              | —              |             | Great Divide           |
| "F.N.T."                                                                         | 1996 | —              | 30             | —              | —              | —              | —              | —              | —              |             | Great Divide           |
| "Closing Time"                                                                   | 1998 | 1              | 13             | 4              | —              | 2              | 48             | 50             | 25             | - BPI: 실버 | Feeling Strangely Fine |
| "Singing in My Sleep"                                                            | 1998 | 11             | 31             | —              | —              | —              | —              | —              | 39             |             | Feeling Strangely Fine |
| "Secret Smile"                                                                   | 1999 | 21             | —              | 17             | 30             | 30             | —              | —              | 12             | - BPI: 실버 | Feeling Strangely Fine |
| "Chemistry"                                                                      | 2001 | 39             | —              | 6              | —              | —              | 39             | 21             | 35             |             | All About Chemistry    |
| "Get a Grip"                                                                     | 2001 | —              | —              | —              | —              | —              | —              | —              | —              |             | All About Chemistry    |
| "You're Not Alone"                                                               | 2020 | —              | —              | 14             | —              | —              | —              | —              | —              |             | You're Not Alone EP    |
| "—" denotes releases that did not chart, or were not released in this territory. |      |                |                |                |                |                |                |                |                |             |                        |

### 사운드트랙과 컴필레이션
- 세미소닉이 1995년 메리 루 로드와 함께 MCA 레코드의 랄프 솔이 프로듀싱하는 헌정 음반 《Saturday Morning: Cartoon's Greatest Hits》에서 〈Sugar, Sugar〉를 불렀다.
- 세미소닉이 케빈 코스트너의 영화 사랑을 위하여에서 타이틀 송을 맡았다.
- 세미소닉의 여러 곡이 미국의 텔레비전 시트콤 프렌즈에서 나왔다. 그중 〈Delicious〉와 〈Closing Time〉은 프렌즈의 사운드트랙 음반인 《Friends Again》과 《Friends: The Ultimate Soundtrack》에 수록됐다.
- 《All About Chemistry》의 보너스 트랙 〈Over My Head〉가 2001년 영화 썸머 캐치에 사용되었다.
- 〈Closing Time〉이 2011년 영화 프렌즈 위드 베네핏에 삽입되었다.
- 2001년 가을, 세미소닉이 윙스의 곡 〈Jet〉를 폴 매카트니의 헌정 음반 CD 《Listen to What the Man Said》에 수록됐다.
- 윌슨이 빅 룽가와 부른 〈Good Morning Baby〉가 1999년 영화 아메리칸 파이에 사운드트랙으로 수록됐다.
- 〈F.N.T〉가 1996년 영화 롱 키스 굿 나잇과 1999년 영화 내가 널 사랑할 수 없는 10가지 이유에 나왔다.
- 〈Closing Time〉이 시트콤 오피스의 에피소드에서 사옹되었다. 또한 리얼 월드: 시애틀의 시즌 마지막 에피소드에서도 나왔다.

## 멤버의 다른 프로젝트
윌슨은 12월에 중서부를 돌면서 솔로 프로젝트와 투어를 하기 위해 시간을 가졌다. 먼슨은 윌슨의 동생이자 전 셰익스피어 드립의 프런트맨이었던 맷 윌슨과 함께 2001년 프로젝트인 더 플롭스를 결성하였다. 2009년과 존 먼슨이 맷 윌슨과 재회하여 새로운 밴드인 트와일라잇 아워스를 결성했다. 결성 이후, 그들은 음반 《Stereo Night》를 발매하고 투어를 돌고 있다.
2004년, 슬리처는 책 So You Wanna Be a Rock & Roll Star (ISBN 0-7679-1470-8)을 출판하였다.
2005년 늦은 봄, 존 먼슨이 재즈 트리오 뉴 스탠더즈를 결성하였다.
2007년 10월 16일 릭 러빈의 레이블 아메리칸 레코딩스에서 윌슨의 솔로 음반 《Free Life》에서 먼슨과 슬리처를 포함한 많은 아티스트와 컬래버레이션을 가졌다.